# Derbyshire Constabulary
Derbyshire Constabulary – brytyjska formacja policyjna, pełniąca funkcję policji terytorialnej na obszarze hrabstwa ceremonialnego Derbyshire. Według stanu na 31 marca 2012, służba liczy 1819 funkcjonariuszy.

## Galeria

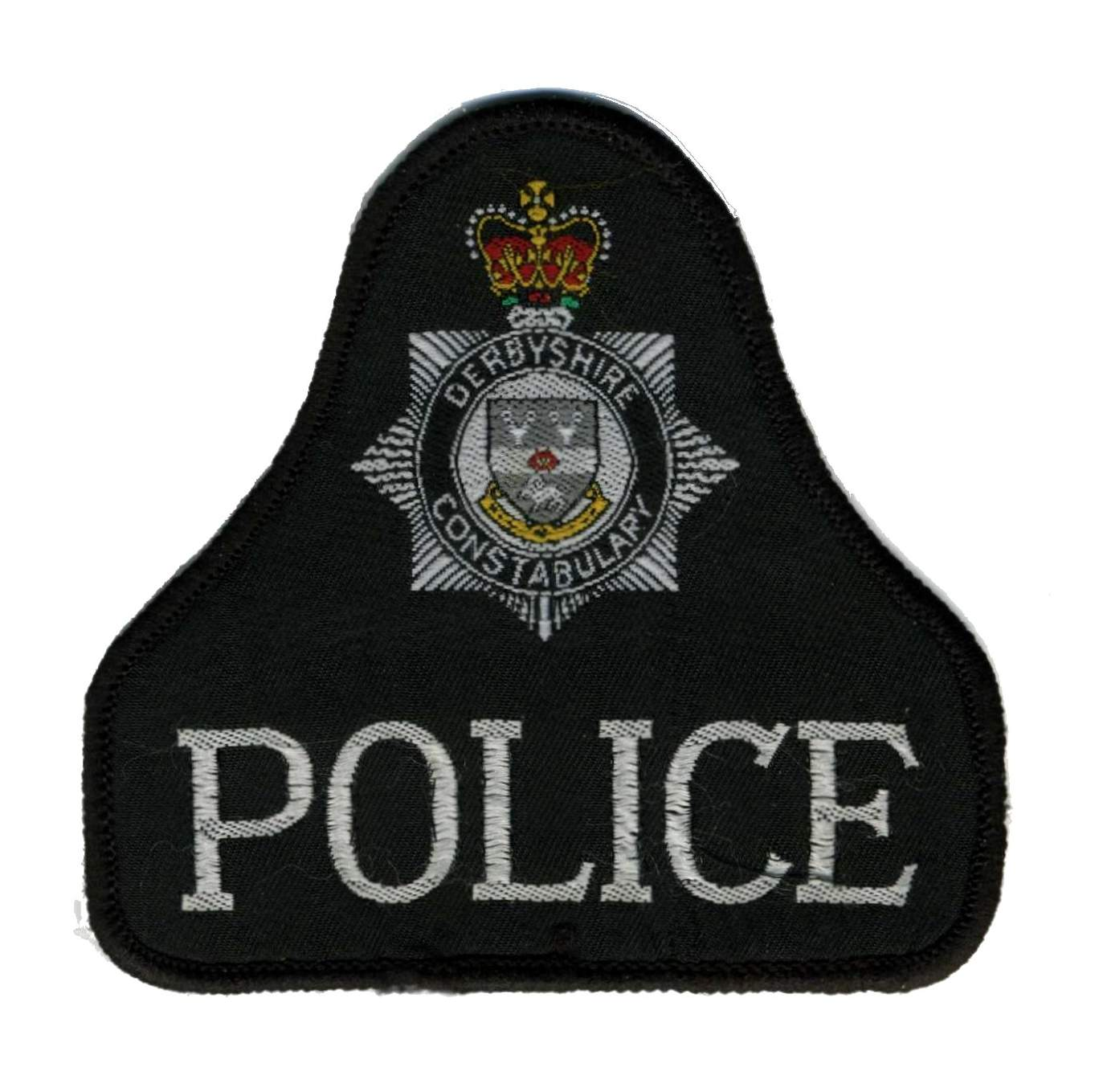
Naszywka mundurowa
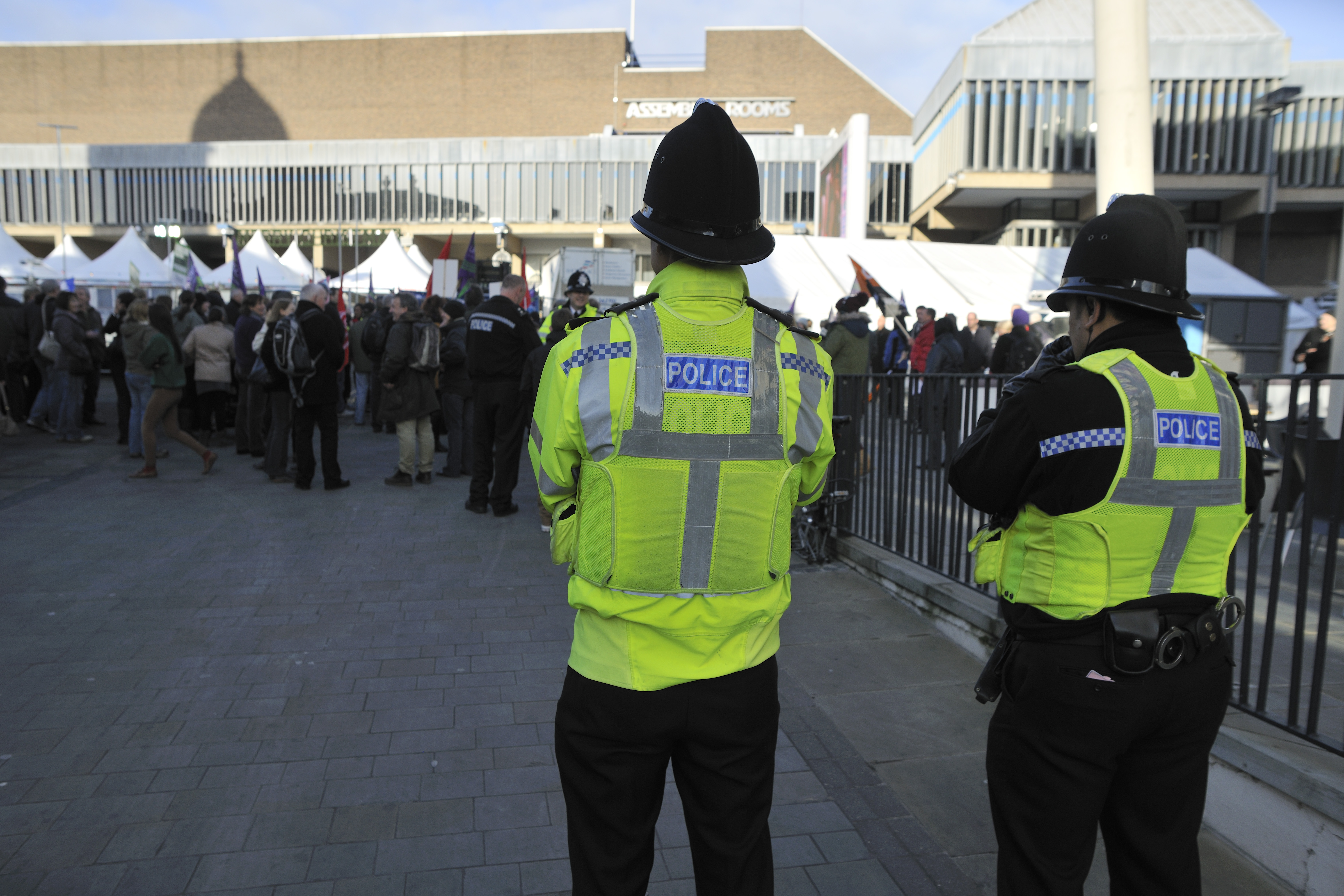
Funkcjonariusze podczas zabezpieczania demonstracji
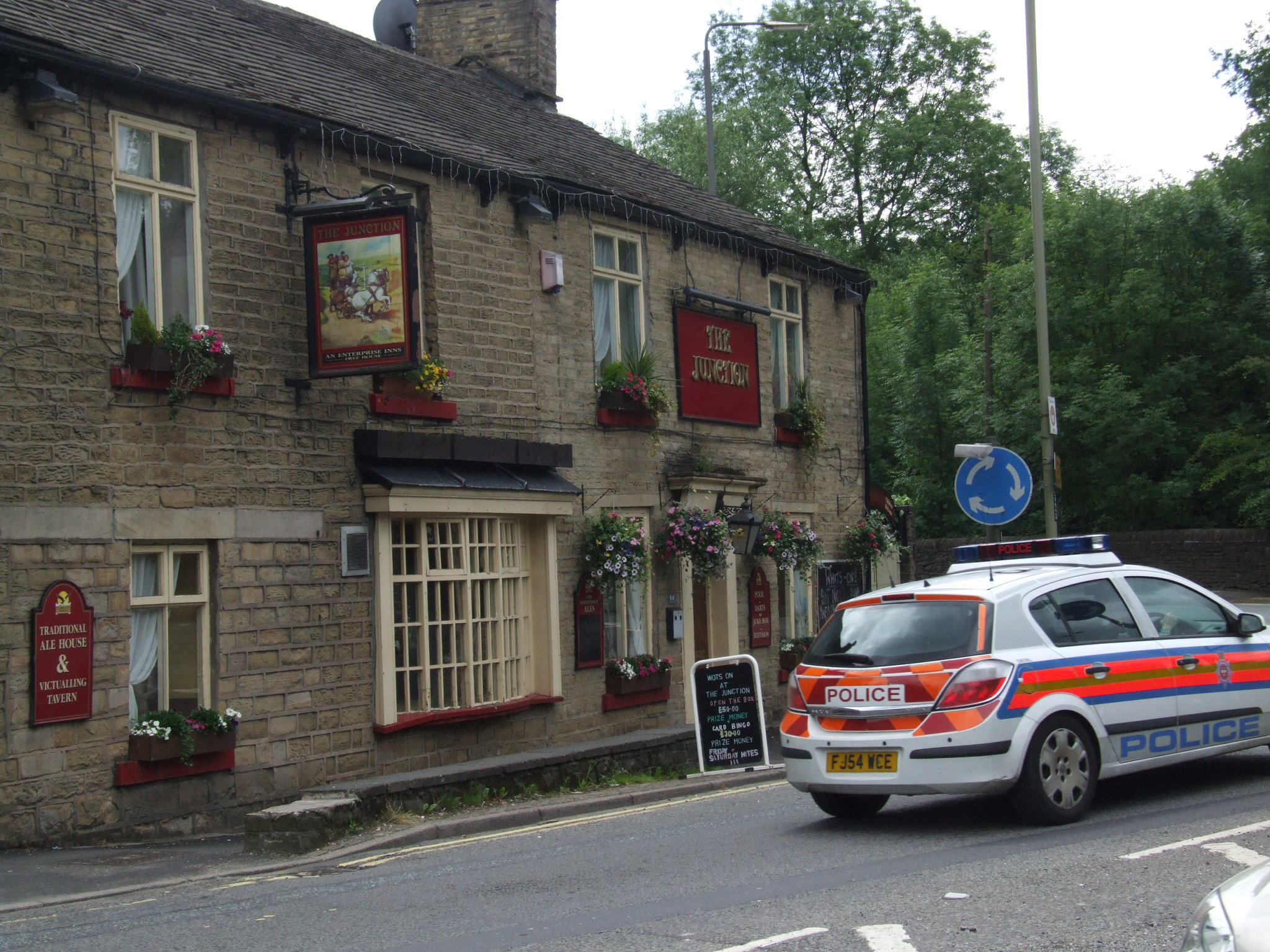
Radiowóz podczas patrolu w Glossop